# Lincoln Continental
Lincoln Continental (ˌkɔntɪˈnentl) — автомобиль представительского класса, выпускавшийся компанией Lincoln (дочернее подразделение Ford) в разные периоды с 1939 по 2002 год, и выпускающийся с 2016 года. Имея много общего с менее дорогими автомобилями Ford, Lincoln Continental тем не менее обладал собственным узнаваемым стилем, множеством дополнительных опций и богатым оснащением.
На протяжении долгого времени Continental являлся флагманской моделью Lincoln. В 1980-х годах Continental основывается не на полноразмерной, а на среднеразмерной платформе Ford Taurus, что позволило ему конкурировать с европейскими и японскими моделями того же класса. Производство прекратилось в 2002 году, когда Continental был заменён на модель LS и, в дальнейшем, MKS.

## Первое поколение

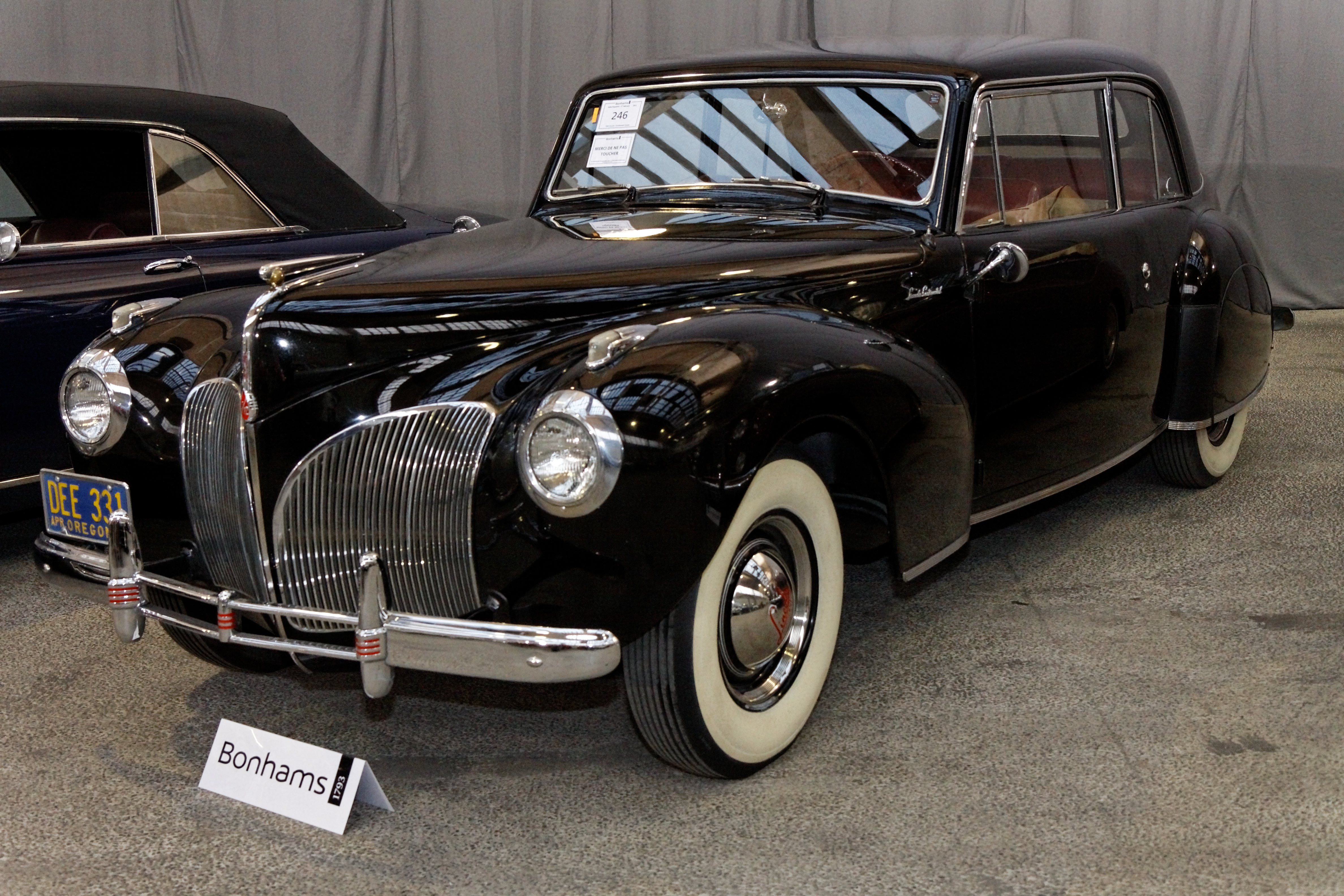
Lincoln Continental 1941 года в кузове купе

Первое поколение автомобилей Lincoln Continental было выпущено в 1939 году. До 1941 года они имели одинаковый дизайн. На основе Lincoln Zephyr, Continental получил несколько обновлений.
В модельном 1942 году для всех моделей Lincoln были характерны крылья с квадратным верхом и пересмотренная решетка радиатора. В 1942 году, после нападения на Пёрл-Харбор и вступления Соединенных Штатов во Вторую мировую войну, производство автомобилей для гражданского использования свернули.
После Второй мировой войны в 1946 году было возобновлено производство модели Continental.
До 1948 года двухдверные автомобили первого поколения предлагались в кузовах купе и кабриолет. Модель оснащалась мотором объёмом 4,8 литра.

## Lincoln Continental 10

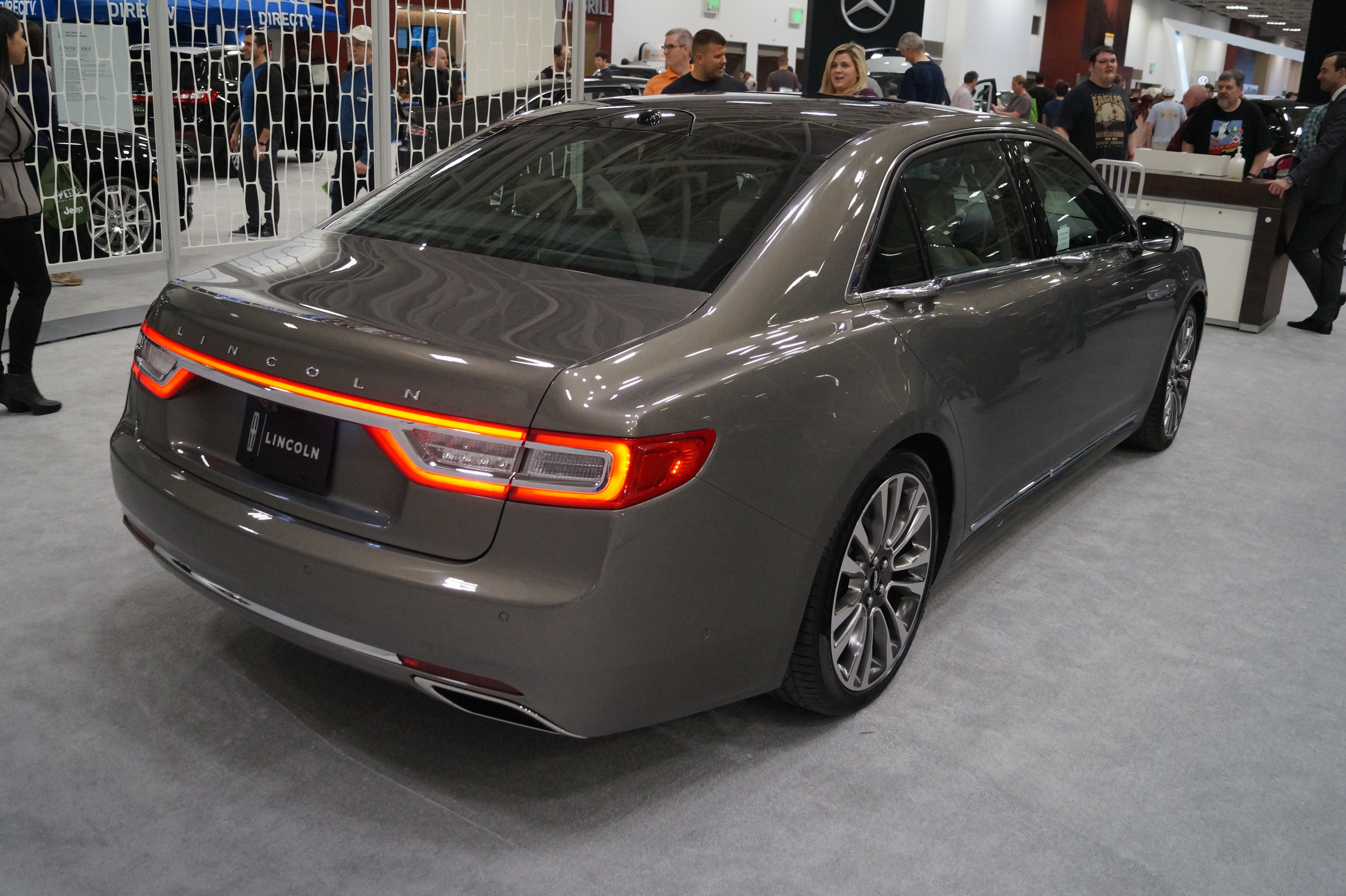
Lincoln Continental 10

Lincoln Continental 10 является представителем десятого поколения роскошных седанов компании Lincoln. В 2015 году компания представила концепт данного автомобиля на автосалоне в Нью-Йорке, а летом 2016 года запустила в серийное производство.
После 15-летнего отсутствия на рынке новый Lincoln Continental официально поступил в продажу осенью 2016 года как модель 2017 года. Наряду с Ford Mustang, Continental производится в Флэт-Рок, штат Мичиган. Автомобиль конкурирует с BMW 7-й серии (G11), Audi A8, Mercedes-Benz S-Klasse(W222), Lexus LS и Cadillac CT6.
Колёсная база автомобиля почти точно соответствует шестому поколению Lincoln Continental, представленному в 1980 году, и Lincoln Town Car 1998-2011 года.
Под капотом нового автомобиля размещается 3-литровый 6-цилиндровый бензиновый двигатель EcoBoost с двумя турбонагнетателями. Мощность двигателя - 350-440 лошадиных сил, что позволяет развить максимальную скорость до 250 км/ч..
В октябре 2020 производство Lincoln Continental было окончательно завершено.

## В культуре
Автомобиль Lincoln Continental 4-го поколения появляется в фильмах «Матрица», «Матрица: Перезагрузка» и «Матрица: Революция»: в первом фильме появляется модель 1965 года, а во втором и третьем — более ранние модели.